# 끝 무렵
《2017 월간 윤종신 6월호》는 대한민국의 가수 윤종신의 디지털 싱글이다. 2017년 6월 27일에 발매되었다. 대한민국의 기획사 미스틱엔터테인먼트의 음악 플랫폼 월간 윤종신을 통해 발매되었다.

## 트랙 리스트
| #  | 제목        | 작사   | 작곡           | 편곡 | 재생 시간 |
| -- | ----------- | ------ | -------------- | ---- | --------- |
| 1. | 〈끝 무렵〉 | 윤종신 | 윤종신, 강화성 | 민켄 | 5:16      |